# Damon Mirani
Damon Mirani (Monnickendam, 13 mei 1996) is een Nederlandse voetballer die bij voorkeur als verdediger speelt. Hij tekende in juni 2024 een contract tot medio 2027 bij Heracles Almelo, dat hem transfervrij overnam van FC Volendam.

## Clubcarrière

### Ajax
Damon Mirani begon met voetballen in de F8 van VV Monnickendam voordat hij in de jeugdopleiding van FC Volendam ging spelen. In de zaal speelde hij bij HV Veerhuys. Na afloop van het seizoen 2011/12 maakte Mirani de overstap naar de jeugdopleiding van AFC Ajax. Op 15 maart 2013 tekende Mirani zijn eerste contract bij Ajax, dat hem tot en met 30 juni 2016 verbond aan de Amsterdamse club. Na afloop van het seizoen 2012/13 werd Mirani gekozen tot Talent van het Jaar van de Toekomst als opvolger van doelman Mickey van der Hart die de prijs in 2011/12 won.
Mirani maakte als A-junior op 8 september 2013 zijn debuut voor Jong Ajax in het betaald voetbal, dit wegens interlandverplichtingen van andere spelers. Op die dag speelde Jong Ajax een Eerste divisie-uitwedstrijd tegen Achilles '29 (2–1 verlies). Hij verving Tom Noordhoff na rust. Op 28 juni 2014 maakte Mirani zijn officieus debuut voor Ajax in de vriendschappelijke wedstrijd tegen SDC Putten die met 13–1 werd gewonnen. Mirani verving na de rust Kenny Tete en scoorde in de 50e minuut uit een hoekschop de 7–0.
In maart 2016 werd door Ajax besloten dat het aflopende contract van Mirani niet verlengd zou worden, waardoor hij transfervrij op zoek kon gaan naar een nieuwe club. Mirani speelde in drie seizoenen tijd totaal 24 wedstrijden voor Jong Ajax.

### Almere City
Op 31 mei 2016 tekende Mirani een contract voor twee seizoenen bij Almere City FC. Op 5 augustus 2016 maakte hij zijn officiële debuut voor Almere City in een uitwedstrijd tegen FC Volendam. De wedstrijd eindigde in een 1–1 gelijkspel. Mirani was vanaf zijn komst een vaste waarde in het hart van de verdediging van Almere City. Op 7 april 2017 maakte hij zijn eerste doelpunt in het betaalde voetbal. Desondanks verloor zijn ploeg op die dag met 3–2 van VVV-Venlo in De Koel. Hij miste het slot van het reguliere seizoen en de daaropvolgende play-offs als gevolg van een blessure. 
Mirani bleef in de volgende drie seizoenen basisspeler. Driemaal bereikte hij met Almere City de play-offs om promotie, maar zonder succes. In 2018 was de ploeg het meest dichtbij, maar er werd in de finale over twee wedstrijden verloren van De Graafschap. Mirani speelde in vijf seizoenen 180 wedstrijden voor Almere City, waarin hij 16 goals maakte. 

### FC Volendam
Op 15 juni 2021 tekende Mirani een contract tot de zomer van 2023 bij FC Volendam, met de optie voor nog één seizoen. Mirani keerde zodoende terug bij de club die hij op zestienjarige leeftijd had verlaten voor een kans bij Ajax. Bij FC Volendam werd Mirani herenigd met trainer Wim Jonk, die eerder zijn coach was in de jeugd van Ajax. Mirani werd bij zijn komst benoemd tot aanvoerder. Op 6 augustus 2021 maakte hij in de seizoensopener tegen FC Eindhoven zijn debuut voor FC Volendam. Hij was gelijk van belangrijke waarde door na twaalf minuten de openingstreffer op zijn rekening te nemen. De wedstrijd eindigde uiteindelijk in een 2–2 gelijkspel. In zijn eerste seizoen speelde Mirani alle wedstrijden negentig minuten mee. Op 22 april 2022 promoveerde hij met FC Volendam naar de Eredivisie, nadat er met 2–1 werd gewonnen van FC Den Bosch.
In het seizoen 2022/23 speelde Mirani tot de winterstop alle wedstrijden wederom volledig uit. In de winterstop besloot trainer Wim Jonk dat Carel Eiting per direct de nieuwe aanvoerder werd van de club uit het vissersdorp. Hij nam dus de band over van verdediger Mirani. In het duel met RKC Waalwijk op 14 januari vond er een primeur plaats, toen Mirani na ruim zestig wedstrijden weer eens werd gewisseld. Op 21 april maakte hij in een wedstrijd tegen SC Cambuur (2–0 winst) beide doelpunten. Een maand later wist FC Volendam, ondanks een nederlaag tegen Go Ahead Eagles handhaving in de Eredivisie te bewerkstelligen.
In maart 2024 maakte FC Volendam bekend dat Mirani in het bezit was van een aflopende verbintenis en dat hij de club had aangegeven tegen het einde van het seizoen een beslissing over zijn toekomst te maken. In mei 2024 degradeerde Mirani met FC Volendam uit de Eredivisie, na een nederlaag tegen Ajax.

### Heracles Almelo
Mirani tekende in juni 2024 een contract bij Heracles Almelo, de nummer 14 van het voorgaande Eredivisieseizoen. Hij tekende een contract tot medio 2027 in Almelo. Mirani gaat bij Heracles Almelo spelen met rugnummer 4.

### Carrièrestatistieken
| Seizoen                    | Club            | Land            | Competitie      | Competitie | Competitie | Beker | Beker | Internationaal | Internationaal | Overig | Overig | Totaal | Totaal |
| Seizoen                    | Club            | Land            | Competitie      | Wed.       | Dlp.       | Wed.  | Dlp.  | Wed.           | Dlp.           | Wed.   | Dlp.   | Wed.   | Dlp.   |
| -------------------------- | --------------- | --------------- | --------------- | ---------- | ---------- | ----- | ----- | -------------- | -------------- | ------ | ------ | ------ | ------ |
| 2013/14                    | Jong Ajax       | Nederland       | Eerste divisie  | 1          | 0          | –     | –     | –              | –              | –      | –      | 1      | 0      |
| 2014/15                    | Jong Ajax       | Nederland       | Eerste divisie  | 4          | 0          | –     | –     | –              | –              | –      | –      | 4      | 0      |
| 2015/16                    | Jong Ajax       | Nederland       | Eerste divisie  | 19         | 0          | –     | –     | –              | –              | –      | –      | 19     | 0      |
| 2016/17                    | Almere City FC  | Nederland       | Eerste divisie  | 33         | 0          | 2     | 0     | –              | –              | –      | –      | 35     | 0      |
| 2017/18                    | Almere City FC  | Nederland       | Eerste divisie  | 31         | 3          | 2     | 0     | –              | –              | 6      | 3      | 39     | 6      |
| 2018/19                    | Almere City FC  | Nederland       | Eerste divisie  | 32         | 4          | 2     | 0     | –              | –              | 2      | 0      | 36     | 4      |
| 2019/20                    | Almere City FC  | Nederland       | Eerste divisie  | 29         | 0          | 1     | 0     | –              | –              | –      | –      | 30     | 0      |
| 2020/21                    | Almere City FC  | Nederland       | Eerste divisie  | 38         | 5          | 1     | 0     | –              | –              | 1      | 0      | 40     | 5      |
| 2021/22                    | FC Volendam     | Nederland       | Eerste divisie  | 38         | 4          | 1     | 0     | –              | –              | –      | –      | 39     | 4      |
| 2022/23                    | FC Volendam     | Nederland       | Eredivisie      | 31         | 3          | 2     | 0     | –              | –              | –      | –      | 33     | 3      |
| 2023/24                    | FC Volendam     | Nederland       | Eredivisie      | 34         | 3          | 1     | 0     | –              | –              | –      | –      | 35     | 3      |
| 2024/25                    | Heracles Almelo | Nederland       | Eredivisie      | 0          | 0          | 0     | 0     | –              | –              | 0      | 0      | 0      | 0      |
| Carrière totaal            | Carrière totaal | Carrière totaal | Carrière totaal | 290        | 22         | 12    | 0     | 0              | 0              | 9      | 3      | 311    | 25     |
| Bijgewerkt tot 6 juni 2024 |                 |                 |                 |            |            |       |       |                |                |        |        |        |        |

## Interlandcarrière

### Jeugdelftallen
Mirani begon als jeugdinternational bij Nederland onder 17 jaar waarvoor hij op 8 februari 2013 zijn debuut maakte in een wedstrijd op het XXXVI Torn. Int. do Algarve '13 tegen Portugal onder 17 (1–1 gelijkspel). Mirani verving in de 78e minuut Augustine Loof. In de tweede wedstrijd op het XXXVI Torn. Int. do Algarve '13 tegen Duitsland onder 17 (3–1 verlies) scoorde Mirani zijn eerste doelpunt voor Nederland –17. Mirani werd door Aron Winter opgenomen in de selectie van Nederland onder 19 voor het EK onder 19 in Griekenland. Hij werd tevens aangewezen als reserve-aanvoerder. Hij kwam op het EK in alle wedstrijden in de groepsfase in actie waarin Nederland als derde eindigde. Ook speelde hij nog wedstrijden voor Nederland onder 18 en 20 jaar.
| Jeugdinterlands van Damon Mirani | Jeugdinterlands van Damon Mirani | Jeugdinterlands van Damon Mirani | Jeugdinterlands van Damon Mirani | Jeugdinterlands van Damon Mirani | Jeugdinterlands van Damon Mirani |
| Team (№ interlands)              | Datum                            | Wedstrijd                        | Uitslag                          | Soort Wedstrijd                  | Doelpunten                       |
| Als speler bij Ajax              | Als speler bij Ajax              | Als speler bij Ajax              | Als speler bij Ajax              | Als speler bij Ajax              | Als speler bij Ajax              |
| -------------------------------- | -------------------------------- | -------------------------------- | -------------------------------- | -------------------------------- | -------------------------------- |
| Onder 17 (1.)                    | 8 februari 2013                  | Portugal - Nederland             | 1 – 1                            | XXXVI Torn. Int. do Algarve '13  |                                  |
| Onder 17 (2.)                    | 10 februari 2013                 | Duitsland - Nederland            | 3 – 1                            | XXXVI Torn. Int. do Algarve '13  | 65'                              |
| Onder 17 (3.)                    | 12 februari 2013                 | Nederland - Engeland             | 1 – 0                            | XXXVI Torn. Int. do Algarve '13  |                                  |
| Onder 17 (4.)                    | 6 maart 2013                     | Nederland - Finland              | 3 – 1                            | Vriendschappelijk                | 3'                               |
| Onder 17 (5.)                    | 21 maart 2013                    | Nederland - Noord-Ierland        | 2 – 2                            | EK-kwalificatie 2013             |                                  |
| Onder 17 (6.)                    | 23 maart 2013                    | Italië - Nederland               | 1 – 0                            | EK-kwalificatie 2013             |                                  |
| Onder 18 (1.)                    | 14 november 2013                 | Nederland - Duitsland            | 1 – 2                            | 4-landentoernooi Turkije '13     |                                  |
| Onder 18 (2.)                    | 18 november 2013                 | Tsjechië - Nederland             | 0 – 0                            | 4-landentoernooi Turkije '13     |                                  |
| Onder 19 (1.)                    | 11 oktober 2014                  | Nederland - Moldavië             | 3 – 0                            | EK-kwalificatie 2015             |                                  |
| Onder 19 (2.)                    | 14 oktober 2014                  | Polen – Nederland                | 1 – 2                            | EK kwalificatie 2015             |                                  |
| Onder 19 (3.)                    | 14 november 2014                 | Schotland – Nederland            | 1 – 1                            | Vriendschappelijk                |                                  |
| Onder 19 (4.)                    | 18 november 2014                 | Nederland – België               | 3 – 1                            | Vriendschappelijk                | 74'                              |
| Onder 19 (5.)                    | 26 maart 2015                    | Nederland – Servië               | 1 – 0                            | EK-kwalificatie 2015             |                                  |
| Onder 19 (6.)                    | 31 maart 2015                    | Zwitserland – Nederland          | 0 – 4                            | EK-kwalificatie 2015             |                                  |
| Onder 19 (7.)                    | 7 juli 2015                      | Nederland – Rusland              | 1 – 0                            | EK 2015 groepsfase               |                                  |
| Onder 19 (8.)                    | 10 juli 2015                     | Duitsland – Nederland            | 1 – 0                            | EK 2015 groepsfase               |                                  |
| Onder 19 (9.)                    | 13 juli 2015                     | Spanje – Nederland               | 1 – 1                            | EK 2015 groepsfase               |                                  |
| Onder 20 (1.)                    | 4 september 2015                 | Nederland – Frankrijk            | 1 – 1                            | Vriendschappelijk                |                                  |
| Onder 20 (2.)                    | 7 oktober 2015                   | Engeland – Nederland             | 3 – 1                            | Elite Cup '15                    |                                  |
| Onder 20 (3.)                    | 13 oktober 2015                  | Nederland – Turkije              | 1 – 0                            | Elite Cup '15                    |                                  |
| Onder 20 (4.)                    | 14 november 2015                 | Tsjechië – Nederland             | 2 – 2                            | Vriendschappelijk                |                                  |
| Onder 20 (5.)                    | 14 november 2015                 | Portugal – Nederland             | 1 – 1                            | Vriendschappelijk                |                                  |

## Erelijst
Persoonlijk
| Nationaal                                                 |    |      |
| Abdelhak Nouri Trofee (Beste speler in de jeugdopleiding) | 1x | 2013 |